# Mount Hawkins (Kalifornien)
Der Mount Hawkins ist ein 2698 m hoher Berg im Bundesstaat Kalifornien in den Vereinigten Staaten. Er liegt im Los Angeles County am Rand der Sheep Mountain Wilderness im Angeles National Forest.

## Geographie
Der Berg gehört zu den San Gabriel Mountains und damit zu den Transverse Ranges im Südwesten von Kalifornien. An seinem Nordwesthang verläuft die California State Route 2 und unterhalb des Gipfels führt der Pacific Crest Trail vorbei. Gipfel in der Umgebung sind der Mount Lewis im Norden, der Ross Mountain im Südosten und auf demselben Gebirgskamm wie der Mount Hawkins der Throop Peak, Mount Burnham und Mount Baden-Powell im Nordosten, der South Mount Hawkins im Süden und der Mount Islip im Westen. An seiner Südseite entspringt der South Fork Iron Fork, ein Quellbach des Iron Fork. Die Dominanz beträgt 0,76 km, der Berg ist also die höchste Erhebung im Umkreis von 0,76 km. Er wird überragt von dem nordöstlich liegenden Throop Peak. Der gesamte Berg ist mit lichtem Wald bedeckt.